# Ongassaare
Ongassaare is een plaats in de Estlandse gemeente Alutaguse (Estisch: Alutaguse vald), provincie Ida-Virumaa. De plaats telt 5 inwoners (2021) en heeft de status van dorp (Estisch: küla). Tot 1975 heette de plaats Kõnnu.
Tot in 2017 lag Ongassaare in de gemeente Illuka. In dat jaar werd Illuka bij de gemeente Alutaguse gevoegd.
In de omgeving van Ongassaare liggen twee kleine meertjes, Ümmargune järv (1,6 hectare) en Pikkjärv (2,1 hectare). Het Pikkjärv (‘lange meer’) is de bron van de rivier Alajõgi, die uitmondt in het Peipsimeer.
In 1901 werd in dit dorp de latere componist en organist Alfred Karindi geboren. Zijn geboortehuis kreeg in 1986 een plaquette.